# C3-plant

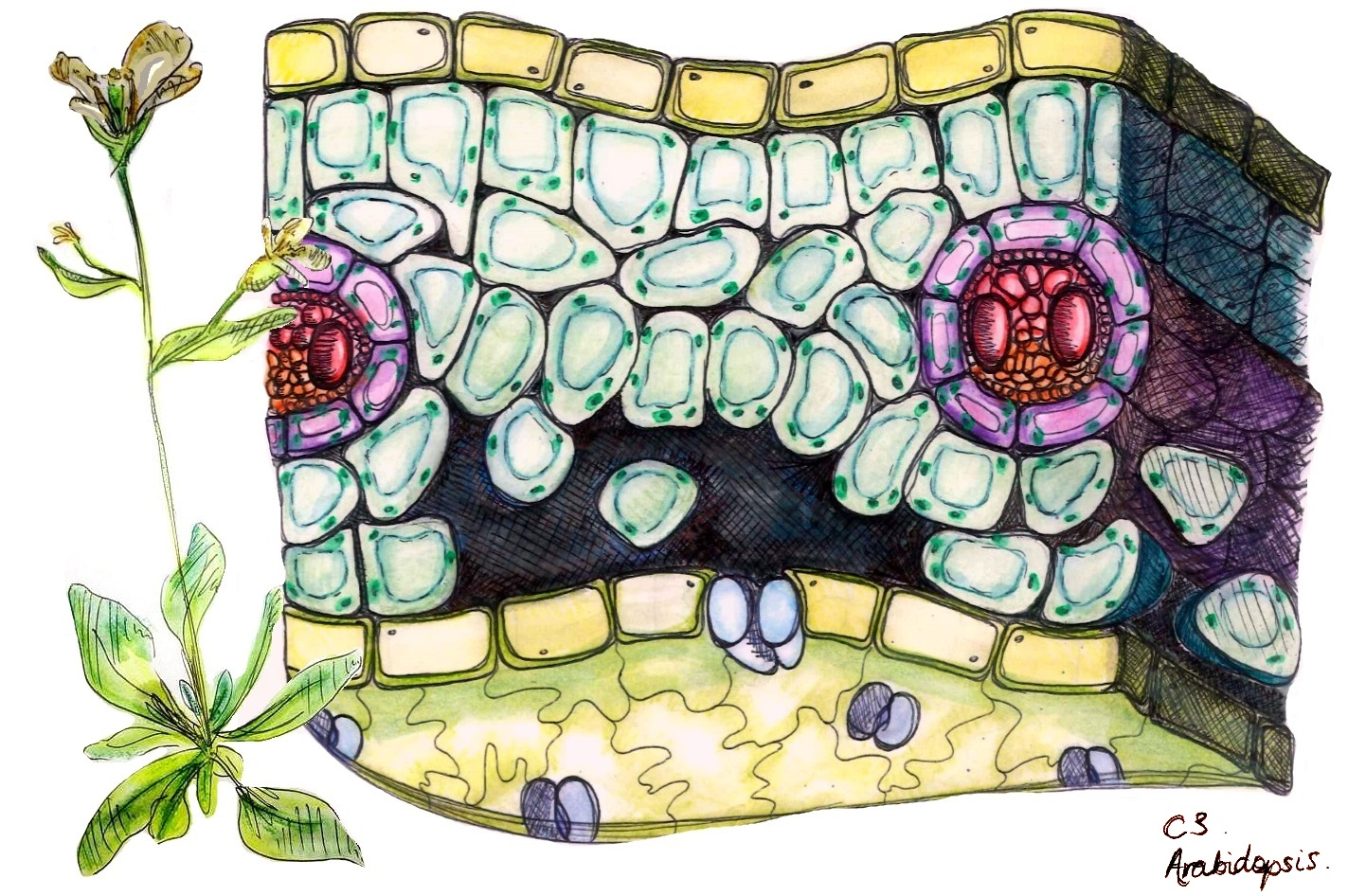
Dwarsdoorsnede blad van de C_{3}-plant zandraket. Tekening gebaseerd op microscopische afbeeldingen gemaakt door de Cambridge University Plant Sciences Department.

Een C3-plant is een type plant die alleen gebruikmaakt van de basisvorm van de fotosynthese, waarbij de koolstofassimilatie van kooldioxide en water tot uiteindelijk glucose als eerste tussenproduct een carbonzuur oplevert met drie koolstofatomen, 3-fosfoglyceraat. Het is een van de drie typen fotosyntheseprocessen bij planten, naast de C4-plant en de CAM-plant. Zo'n 95% van de plantaardige biomassa bestaat uit C3-planten. Belangrijke gewassen zoals rijst en tarwe zijn C3.
De katalysator hierbij is het enzym Rubisco en het resulterende 3-fosfoglyceraat wordt in de Calvincyclus omgezet in glucose of sacharose, zetmeel en cellulose, afhankelijk van de behoefte van de plant. Naast deze carboxylase-activiteit vindt echter ook de omgekeerde oxygenase-activiteit plaats door het enzym. Hierbij bindt het enzym zuurstof en produceert kooldioxide, fotorespiratie genoemd. Hoe hoger de verhouding zuurstof/kooldioxide, hoe meer fotorespiratie er plaatsvindt en hoe minder suikers er geproduceerd worden. Dit speelt vooral een rol bij hogere temperaturen omdat de huidmondjes zich dan ten dele sluiten om overmatige waterverdamping tegen te gaan. Hierbij kan 20 tot 50% van de gebonden koolstof weer verloren gaan.
Aangezien C4-planten fotorespiratie vermijden, zijn deze beter geschikt voor warme klimaten (bijv. suikerriet). C3-planten komen meer voor in gematigde streken.